# Blayeul
Le Blayeul, le sommet du Blayeul ou sommet des Quatre Termes est une montagne du massif des Trois-Évêchés culminant à 2 189 m d'altitude.
Un relais hertzien est installé à son sommet, qui est un quadripoint entre les communes de Barles, Beaujeu, La Javie et Verdaches. La crête de Blayeul comprend un autre sommet, 4 km plus au sud, le sommet des Ajustats, à 1 963 m d’altitude.

## Géologie
Les roches constituant le sommet du Blayeul sont des calcaires argileux et siliceux du Lotharingien et du Carixien (datés d'environ 195 à 186 millions d’années) sur le versant oriental (qui recouvre le sommet). Sur le versant occidental, les calacaires datent de la période plus large du Lias (201 à 174 millions d’années), avec inclusion de molasses et de marnes de l’Éocène (56 à 34 millions d’années). Plus bas sur le versant oriental, on trouve des marnes et calcaires du Sinémurien (199 à 191 millions d’années). À moyenne altitude, on trouve des roches du Trias,.

## Environnement
Le massif du Blayeul constitue une Zone naturelle d'intérêt écologique, faunistique et floristique.

## Tourisme
Dominant un massif d’altitude moyenne et de faible étendue, le Blayeul est vanté par les guides touristiques : il est facilement accessible en voiture d’une ville moyenne comme Digne-les-Bains, en randonnée, et offre de beaux panoramas,,,. Le département a inclus la route touristique du Blayeul dans son schéma de développement touristique.